# Patrick Aisa
Patrick Aisa (ur. 6 lipca 1994 w Port Moresby) – papuański piłkarz grający na pozycji napastnika w klubie Southern Strikers FC.

## Kariera reprezentacyjna
| Mecze i gole w reprezentacji | Mecze i gole w reprezentacji | Mecze i gole w reprezentacji | Mecze i gole w reprezentacji | Mecze i gole w reprezentacji | Mecze i gole w reprezentacji | Mecze i gole w reprezentacji | Mecze i gole w reprezentacji         |
| Papua-Nowa Gwinea U-20       | Papua-Nowa Gwinea U-20       | Papua-Nowa Gwinea U-20       | Papua-Nowa Gwinea U-20       | Papua-Nowa Gwinea U-20       | Papua-Nowa Gwinea U-20       | Papua-Nowa Gwinea U-20       | Papua-Nowa Gwinea U-20               |
| Lp.                          | Data                         | Miejsce                      | Gospodarz                    | Gość                         | Wynik                        | Gol                          | Rozgrywki                            |
| ---------------------------- | ---------------------------- | ---------------------------- | ---------------------------- | ---------------------------- | ---------------------------- | ---------------------------- | ------------------------------------ |
| 1.                           | 21.03.2013                   | Lautoka                      | Nowa Zelandia U-20           | Papua-Nowa Gwinea U-20       | 5:0                          |                              | Puchar Narodów Oceanii U-20 2013     |
| 2.                           | 25.03.2013                   | Lautoka                      | Vanuatu U-20                 | Papua-Nowa Gwinea U-20       | 6:1                          | Gol                          | Puchar Narodów Oceanii U-20 2013     |
| 3.                           | 27.03.2013                   | Lautoka                      | Nowa Kaledonia U-20          | Papua-Nowa Gwinea U-20       | 9:3                          |                              | Puchar Narodów Oceanii U-20 2013     |
| 4.                           | 29.03.2013                   | Lautoka                      | Fidżi U-20                   | Papua-Nowa Gwinea U-20       | 2:0                          |                              | Puchar Narodów Oceanii U-20 2013     |
| Papua-Nowa Gwinea U-23       |                              |                              |                              |                              |                              |                              |                                      |
| Lp.                          | Data                         | Miejsce                      | Gospodarz                    | Gość                         | Wynik                        | Gol                          | Rozgrywki                            |
| 1.                           | 03.07.2015                   | Port Moresby                 | Papua-Nowa Gwinea U-23       | Nowa Kaledonia U-23          | 0:1                          |                              | Puchar Narodów Oceanii U-23 2015     |
| 2.                           | 05.07.2015                   | Port Moresby                 | Papua-Nowa Gwinea U-23       | Nowa Zelandia U-23           | 0:1                          |                              | Puchar Narodów Oceanii U-23 2015     |
| 3.                           | 07.07.2015                   | Port Moresby                 | Papua-Nowa Gwinea U-23       | Wyspy Salomona U-23          | 2:1                          |                              | Puchar Narodów Oceanii U-23 2015     |
| 4.                           | 10.07.2015                   | Port Moresby                 | Papua-Nowa Gwinea U-23       | Fidżi U-23                   | 1:3                          |                              | Puchar Narodów Oceanii U-23 2015     |
| 5.                           | 15.07.2015                   | Port Moresby                 | Papua-Nowa Gwinea U-23       | Tahiti U-23                  | 1:2                          |                              | Mecz towarzyski                      |
| 6.                           | 17.07.2015                   | Port Moresby                 | Papua-Nowa Gwinea U-23       | Fidżi U-23                   | 2:1                          | Gol                          | Mecz towarzyski                      |
| Papua-Nowa Gwinea            |                              |                              |                              |                              |                              |                              |                                      |
| Lp.                          | Data                         | Miejsce                      | Gospodarz                    | Gość                         | Wynik                        | Gol                          | Rozgrywki                            |
| 1.                           | 12.10.2014                   | Manila                       | Filipiny                     | Papua-Nowa Gwinea            | 5:0                          |                              | Mecz towarzyski                      |
| 2.                           | 24.03.2016                   | Honiara                      | Wyspy Salomona               | Papua-Nowa Gwinea            | 2:0                          |                              | Mecz towarzyski                      |
| 3.                           | 05.06.2016                   | Port Moresby                 | Papua-Nowa Gwinea            | Samoa                        | 8:0                          |                              | Mistrzostwa Świata 2018 – eliminacje |
| 4.                           | 17.06.2016                   | Port Moresby                 | Papua-Nowa Gwinea            | Malezja                      | 2:0                          |                              | Mecz towarzyski                      |
| 5.                           | 23.03.2017                   | Kuala Lumpur                 | Papua-Nowa Gwinea            | Tahiti                       | 1:3                          |                              | Mistrzostwa Świata 2018 – eliminacje |
| 6.                           | 29.03.2017                   | Pirae                        | Tahiti                       | Papua-Nowa Gwinea            | 1:2                          | Gol                          | Mistrzostwa Świata 2018 – eliminacje |
| 7.                           | 09.06.2017                   | Honiara                      | Wyspy Salomona               | Papua-Nowa Gwinea            | 3:2                          | Gol                          | Mistrzostwa Świata 2018 – eliminacje |
| 8.                           | 13.06.2017                   | Lae                          | Papua-Nowa Gwinea            | Wyspy Salomona               | 1:2                          |                              | Mistrzostwa Świata 2018 – eliminacje |
| 9.                           | 08.07.2019                   | Apia                         | Samoa                        | Papua-Nowa Gwinea            | 0:6                          |                              | Igrzyska Południowego Pacyfiku 2019  |
| 10.                          | 14.07.2019                   | Apia                         | Nowa Zelandia U-23           | Papua-Nowa Gwinea            | 2:0                          |                              | Igrzyska Południowego Pacyfiku 2019  |
| 11.                          | 17.07.2019                   | Apia                         | Tonga                        | Papua-Nowa Gwinea            | 0:8                          | Gol                          | Igrzyska Południowego Pacyfiku 2019  |